# Saint-Étienne-de-Saint-Geoirs
Saint-Étienne-de-Saint-Geoirs este o comună în departamentul Isère din sud-estul Franței. În 2009 avea o populație de 2.799 de locuitori.

## Evoluția populației
| An        | 1975  | 1982  | 1990  | 1999  | 2006  | 2009  |
| --------- | ----- | ----- | ----- | ----- | ----- | ----- |
| Populație | 1.606 | 1.909 | 2.164 | 2.240 | 2.536 | 2.799 |